# Карл Фридрих (герцог Саксен-Мейнингена)
Карл Фридрих Саксен-Мейнингенский (нем. Karl Friedrich von Sachsen-Meiningen; 18 июля 1712, Майнинген — 28 марта 1743, Майнинген) — герцог Саксен-Мейнингена в 1729—1743 годах.

## Биография
Карл Фридрих — сын герцога Эрнста Людвига I Саксен-Мейнингенского и его супруги принцессы Доротеи Марии Саксен-Гота-Альтенбургской. Он наследовал своему брату Эрнсту Людвигу II в Саксен-Мейнингене в 1729 году.
Отец Карла Фридриха ввёл в своих владениях примогенитуру для себя и своих потомков и назначил опекунами своих сыновей своего брата Фридриха Вильгельма и герцога Фридриха II Саксен-Гота-Альтенбургского. Тем самым Эрнст Людвиг намеренно обошёл своего сводного брата Антона Ульриха и спровоцировал новый виток конфликтов в княжеской семье. Антон Ульрих успешно судился по поводу такого решения и после смерти Фридриха II вступил в права соправителя Карла Фридриха.
Карл Фридрих не отличался честолюбием и из-за ожирения испытывал ограничения во многих вопросах. Он не мог ходить самостоятельно и мог передвигаться только с чужой помощью. Смысл жизни для него состоял в еде, сне и удовольствиях. Поэтому достигнув совершеннолетия, он в 1733 году передал бразды правления в стране своим братьям и придворным чиновникам. Карл Фридрих умер в 31 год в 1743 году, не обзаведясь ни семьёй, ни детьми и став последним потомком Эрнста Людвига I, которому наследовали его дяди.